# Çiftlik (Niğde)
Çiftlik ist eine Stadt und Hauptort des gleichnamigen Landkreises (İlçe) in der zentralanatolischen Provinz Niğde. Die Stadt liegt etwa 30 Kilometer nordwestlich der Provinzhauptstadt Niğde am Fluss Melendiz Çayı. Südlich liegt der 2.963 Meter hohe Melendiz Dağı und im Norden der Vulkan Göllü Dağ mit einer Höhe von 2.143 Metern. Laut Stadtsiegel wurde der Ort 1972 in den Rang einer Gemeinde (Belediye) erhoben.
Der Landkreis liegt im Nordwesten der Provinz. Er grenzt im Norden und Westen an die Provinz Aksaray, im Süden an den Kreis Altunhisar und im Osten an den zentralen Landkreis Niğde. Mit 67,2 Einwohnern je km² ist es nach dem zentralen Landkreis der am zweitdichtesten besiedelte Kreis der Provinz.
Der Kreis entstand 1990 durch Abspaltung des Bucak Çiftlik vom zentralen Landkreis (Merkez) Niğde (Gesetz Nr. 3644). 1985, zur letzten Volkszählung vor der Gebietsänderung umfasste der Bucak in 12 Dörfern und 7 Gemeinden 34.207 Einwohner (20,8 % der damaligen Kreisbevölkerung), von denen 2.645 auf den Bucakhauptort (Bucak Merkezi) Özyurt entfielen. Zur ersten Zählung nach der Eigenständigkeit im Oktober 1990 konnte der neue Kreis 36.345 Einwohner aufweisen, davon 2.772 in der Kreisstadt. 
Ende 2020 besteht der Kreis neben der Kreisstadt (17,3 % der Kreisbevölkerung) aus drei weiteren Gemeinden (Belediye): Bozköy (4.225), Divarlı (4.176) und Azatlı (3.778 Einw.) – Kitreli wurde 2013 zum Dorf zurückgestuft. Des Weiteren gehören noch neun Dörfer (Köy) mit durchschnittlich 1.114 Bewohnern zum Kreis. Kula (2.307), Çardak (1.752), Şeyhler (1.407), Kitreli (1.171) und Ovalıbağ (1.133 Einw.) haben über 1.000 Einwohner. Das kleinste Dorf (Çınarlı) hat 453 Einwohner.

## Sehenswertes
Im Osten der Kreisstadt liegt der Siedlungshügel Tepecik-Çiftlik mit Funden hauptsächlich aus dem frühen Chalkolithikum.